# Thaumatomyia glabrina
Thaumatomyia glabrina är en tvåvingeart som först beskrevs av Becker 1912.  Thaumatomyia glabrina ingår i släktet Thaumatomyia och familjen fritflugor. Inga underarter finns listade i Catalogue of Life.